# Калинин (Саратовская область)
Калинин — посёлок в Перелюбском районе Саратовской области, административный центр сельского поселения Первомайское муниципальное образование.
Население — 316 (2010)

## История
Хутор Калинин образован в 1910—1918 годах. В 1926 году хутор входил в Габдулинский сельсовет Кузябаевской волости Пугачёвского уезда, на хуторе насчитывалось 16 дворов, проживали 45 мужчин и 56 женщин. В 1930 году хутор получил статус посёлка, с 1932 году центральная усадьба совхоза «Первомайский». .
На фронтах Великой Отечественной войны погибли 157 жителей посёлка. В 1971 году в посёлка открылась средняя школа. В 1988 году была открыта асфальтированная дорога до районного центра села Перелюб.

## Физико-географическая характеристика
Посёлок находится в Заволжье, на правом берегу реки Камелик. Высота центра населённого пункта — 43 метра над уровнем моря. Рельеф местности равнинный. Почвы: в пойме Камелика — пойменные нейтральные и слабокислые, над поймой: по левой стороне долины — почвы округлисто-пятнистые, западинные, солонцы луговатые (полугидроморфные) и лугово-каштановые; по правой стороне — чернозёмы южные.
Посёлок расположен примерно в 42 км по прямой в юго-западном направлении от районного центра села Перелюб. По автомобильным дорогам расстояние до районного центра составляет 54 км, до областного центра города Саратов — 400 км, до города Пугачёв — 170 км.
Часовой пояс
Калинин, как и вся Саратовская область, находится в часовой зоне МСК+1. Смещение применяемого времени относительно UTC составляет +4:00.

## Население
Динамика численности населения по годам:
| Годы      | 1918 | 1926 | 1979 | 2002 |
| --------- | ---- | ---- | ---- | ---- |
| Население | 68   | 101  | 448  | 436  |

| 2002 | 2010 |
| ---- | ---- |
| 436  | ↘316 |

Национальный состав
В 2002 году 50 % населения посёлка составляли русские, 36 % — башкиры